# Ariane Labed
Ariane Labed est une actrice et réalisatrice franco-grecque, née le 8 mai 1984 à Athènes.
Elle est révélée en 2010 par le film Attenberg d'Athiná-Rachél Tsangári. Elle reçoit de Quentin Tarantino, alors président du jury de la Mostra de Venise 2010, la Coupe Volpi de la meilleure interprétation féminine.

## Biographie
Née de parents français, Ariane Labed vit ses six premières années à Athènes, puis six ans en Allemagne. Elle arrive en France à 12 ans. Elle fait des études de théâtre à l'université de Provence . Elle participe à la création de la troupe de théâtre Vasistas avec Argyro Chioti et monte sur scène avec le Théâtre national de Grèce.

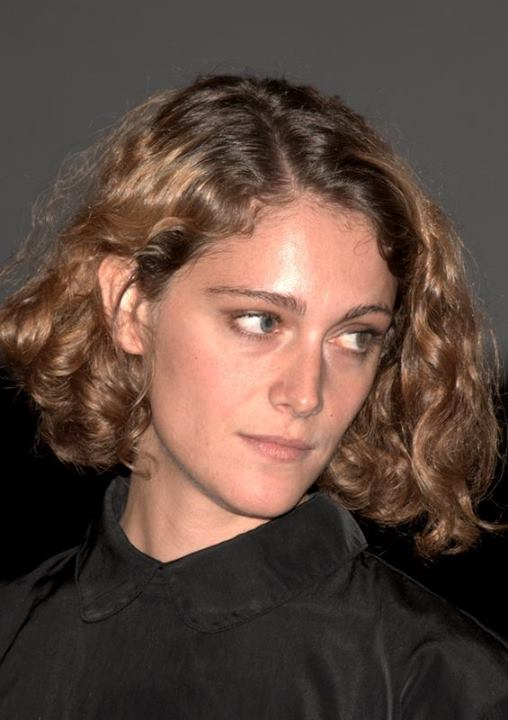
Ariane Labed en 2013 à l'avant-première de Une place sur la Terre.

Ariane Labed retourne en Grèce une fois adulte, sans aucune notion de la langue, ayant quitté le pays très jeune. Son intention initiale est seulement de passer neuf mois dans le pays. L'invitation d'Athina Rachel Tsangari pour faire le film Attenberg change tout, elle y reste trois ans. À l'occasion du tournage du film, elle rencontre Yórgos Lánthimos qu'elle épouse en 2013. Elle vit avec lui à Londres depuis 2011.
En 2013, lors de la 70e Mostra de Venise, elle est membre du jury du prix Luigi De Laurentiis, présidé par la réalisatrice Haifaa Al-Mansour. Elle participe au film de Richard Linklater, Before Midnight, avec Julie Delpy et Ethan Hawke.
En 2014, elle gagne le prix d'interprétation féminine au festival international du film de Locarno 2014 pour Fidelio, l'odyssée d'Alice. Le film de Lucie Borleteau reçoit aussi une nomination à la 20e cérémonie des Prix Lumières du meilleur espoir féminin et le César du meilleur espoir féminin.
En 2019, elle écrit et réalise son premier court-métrage Olla. Le film est sélectionné dans de nombreux festivals, notamment à la Quinzaine des réalisateurs à Cannes, au festival du film de Sundance et obtient trois prix, dont le grand prix au festival international du court métrage de Clermont-Ferrand.

## Engagement
Elle est membre du collectif 50/50 qui a pour but de promouvoir l’égalité des femmes et des hommes et la diversité dans le cinéma et l’audiovisuel,.
Avec les actrices Suzy Bemba, Zita Hanrot et Daphné Patakia, elle cofonde l'Association des Acteurices (ADA) visant à « protéger le métier d'acteur, actrice, comédien et comédienne ; défendre et améliorer les conditions artistiques, techniques, déontologiques et défendre l'intégrité physique et morale dans lesquelles il/elles exercent leurs compétences ». L'association se réclame des travaux d'Iris Brey sur les représentations à l'écran et promeut notamment le recours aux coordinateurs d'intimité sur les tournages,.
En 2023, elle est l'initiatrice, avec l'Association des acteurices de lutte féministe et antiraciste dans le cinéma, d'une tribune parue dans le journal Libération dénonçant le positionnement politique du festival de Cannes qui refuse de prendre en compte les violences faites aux femmes. La tribune est signée notamment par Clotilde Hesme, Laure Calamy et Géraldine Nakache,.

## Filmographie

### Cinéma
- 2010 : Attenberg d'Athiná-Rachél Tsangári : Marina
- 2011 : Alps de Yorgos Lanthimos : la gymnaste
- 2012 : The Capsule (en) d'Athina Rachel Tsangari (court métrage) :
- 2013 : Before Midnight de Richard Linklater : Anna
- 2013 : Une place sur la Terre de Fabienne Godet : Elena Morin
- 2013 : Intimate Semaphores de T. J. Misny (segment High and Dry) : Laurel
- 2014 : L'été sera chaud (Love Island) de Jasmila Žbanić : Liliane
- 2014 : Fidelio, l'odyssée d'Alice de Lucie Borleteau : Alice
- 2014 : Magic Men de Guy Nattiv et Erez Tadmor (he) : Maria
- 2015 : The Lobster de Yorgos Lanthimos : la femme de chambre
- 2015 : Préjudice d'Antoine Cuypers : Caroline
- 2015 : La Chambre interdite (The Forbidden Room) de Guy Maddin : Alicia Warlock / la femme de chambre
- 2016 : Spiritismes (Seances) de Guy Maddin : Alicia Warlock / la femme de chambre
- 2016 : Malgré la nuit de Philippe Grandrieux : Hélène
- 2016 : Voir du pays de Delphine Coulin et Muriel Coulin : Aurore
- 2016 : Assassin's Creed de Justin Kurzel : Maria
- 2018 : Marie Madeleine (Mary Magdalene) de Garth Davis : Rachel
- 2019 : The Souvenir de Joanna Hogg : Garance
- 2021 : The Souvenir Part II de Joanna Hogg : Garance
- 2022 : Flux Gourmet (en) de Peter Strickland : Lamina Propria
- 2023 : Avant l'effondrement d'Alice Zeniter et Benoît Volnais : Fanny
- 2023 : Le Vourdalak d'Adrien Beau : Sdenka
- 2024 : The Brutalist de Brady Corbet : Zsófia adulte
- 2024 : Swimming Home de Justin Anderson : Kitti

### Télévision
- 2016 : Black Mirror (série télévisée) de Charlie Brooker, saison 3, épisode 5 Men against Fire de Jakob Verbruggen : Catarina
- 2018 : Ad Vitam (série télévisée) de Thomas Cailley : Odessa
- 2020 : Trigonometry (mini série télévisée) d'Athiná-Rachél Tsangári et Stella Corradi : Ray
- 2021-2022 : L'Opéra (série télévisée) de Cécile Ducrocq et Benjamin Adam : Zoé Monin

### Réalisation
- 2019 : Olla (court métrage)
- 2021 : H24 (série télévisée), épisode 12, 18h - Je brûle[12]
- 2025 : September & July (September Says)[13]

## Théâtre
- 2008 : Faust de Goethe, Athènes
- 2009 : Alceste d’Euripide, Athènes
- 2011 : Platonov de Tchekhov, mise en scène Yórgos Lánthimos, Athènes

## Distinctions

### Récompenses
- Mostra de Venise 2010 : Coupe Volpi de la meilleure interprétation féminine pour Attenberg
- Festival Premiers Plans d'Angers 2011 : Prix Mademoiselle Ladubay (meilleure actrice) pour Attenberg[14]
- Académie grecque du cinéma (en) 2011 : Meilleure actrice pour Attenberg
- Festival international du film de Sofia 2012 : Mention spéciale du jury pour Alps
- Festival international du film de Locarno 2014 : Prix d'interprétation féminine pour Fidelio, l'odyssée d'Alice
- Festival international du film de La Roche-sur-Yon 2014 : Mention spéciale du jury pour Fidelio, l'odyssée d'Alice
- Festival international du court métrage de Clermont-Ferrand 2020 : 
  - Grand Prix
  - Prix étudiant
  - Prix de la meilleure première œuvre de fiction, pour Olla
- Festival Séries Mania 2021 : Meilleure actrice pour L’Opéra[15]
- Prix de l'Association des critiques de séries 2022 : Meilleure actrice pour L'Opéra[16]
- Festival du film britannique de Dinard  2024: Hitchcock d'or pour September & July [17]

### Nominations
- César du cinéma 2015 : Meilleur espoir féminin pour Fidelio, l'odyssée d'Alice
- Prix Lumières 2015 : Meilleur espoir féminin pour Fidelio, l'odyssée d'Alice
- Festival de Cannes 2024 : sélection officielle, Un certain regard pour September & July